# Gullnattljus/klubbnattljus
Gullnattljus/klubbnattljus (Oenothera fruticosa) är en dunörtsväxtart. Gullnattljus/klubbnattljus ingår i släktet nattljussläktet, och familjen dunörtsväxter.

## Underarter
Arten delas in i följande underarter:
- O. f. fruticosa
- O. f. glauca

## Bildgalleri

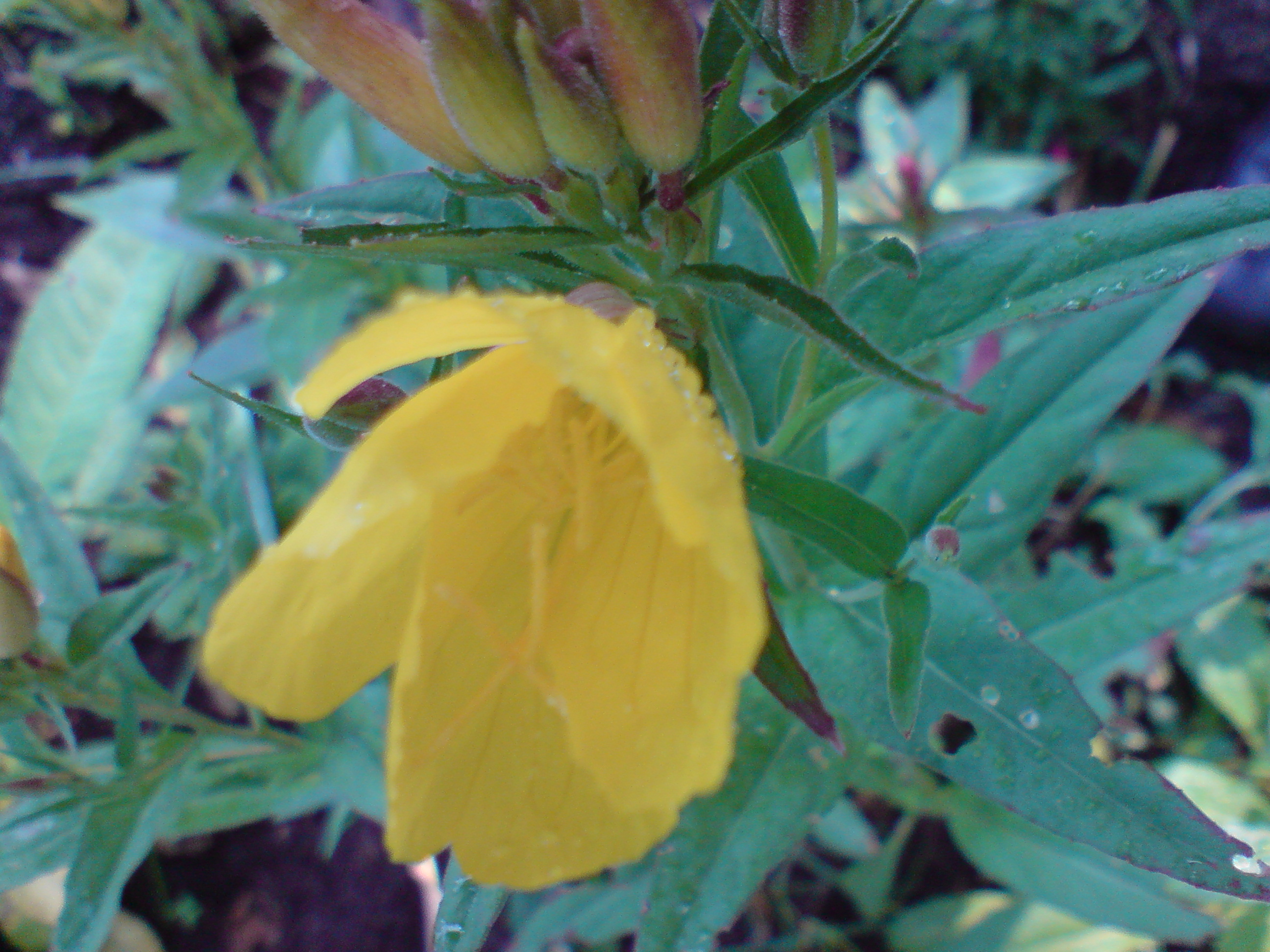
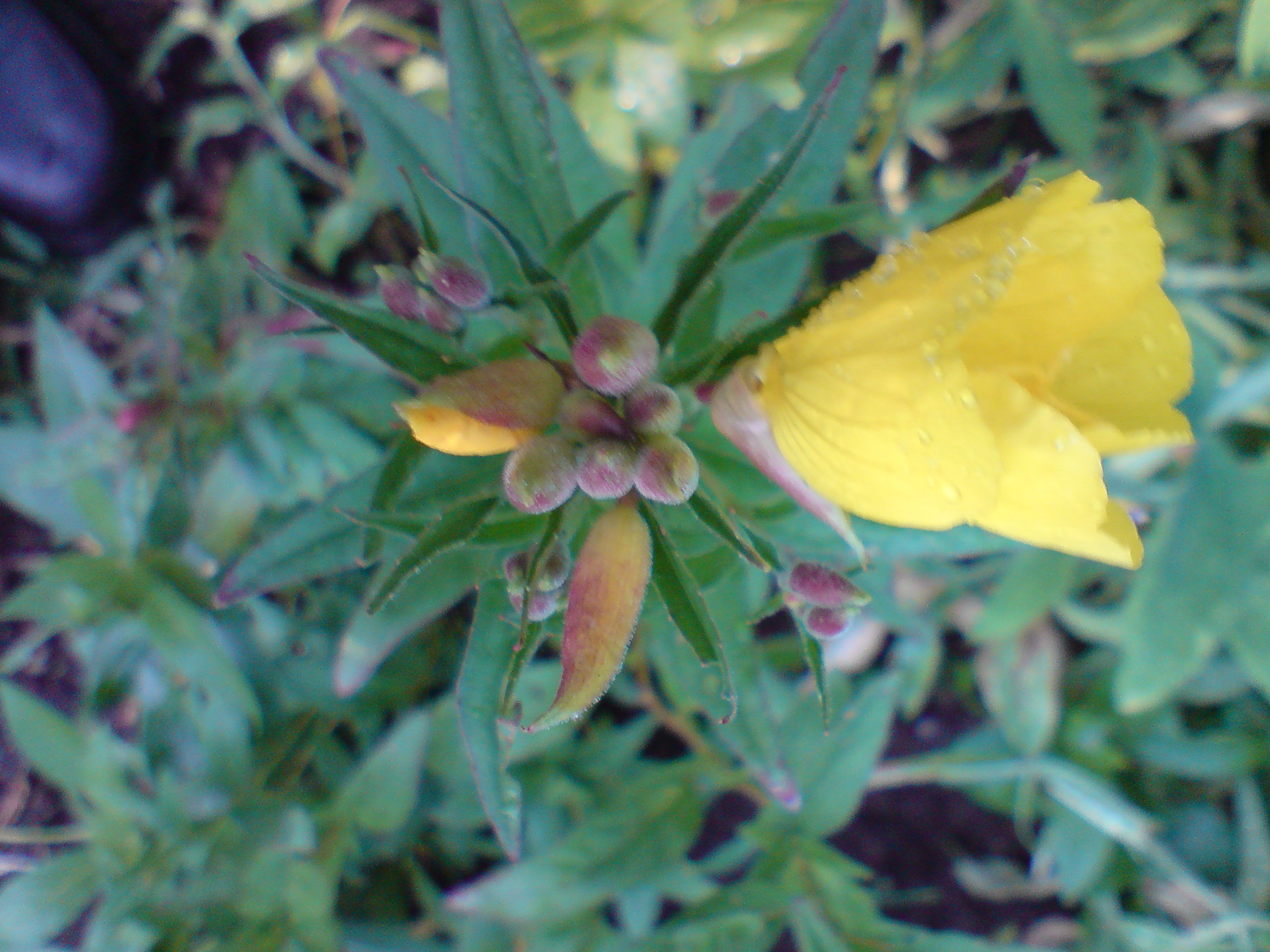
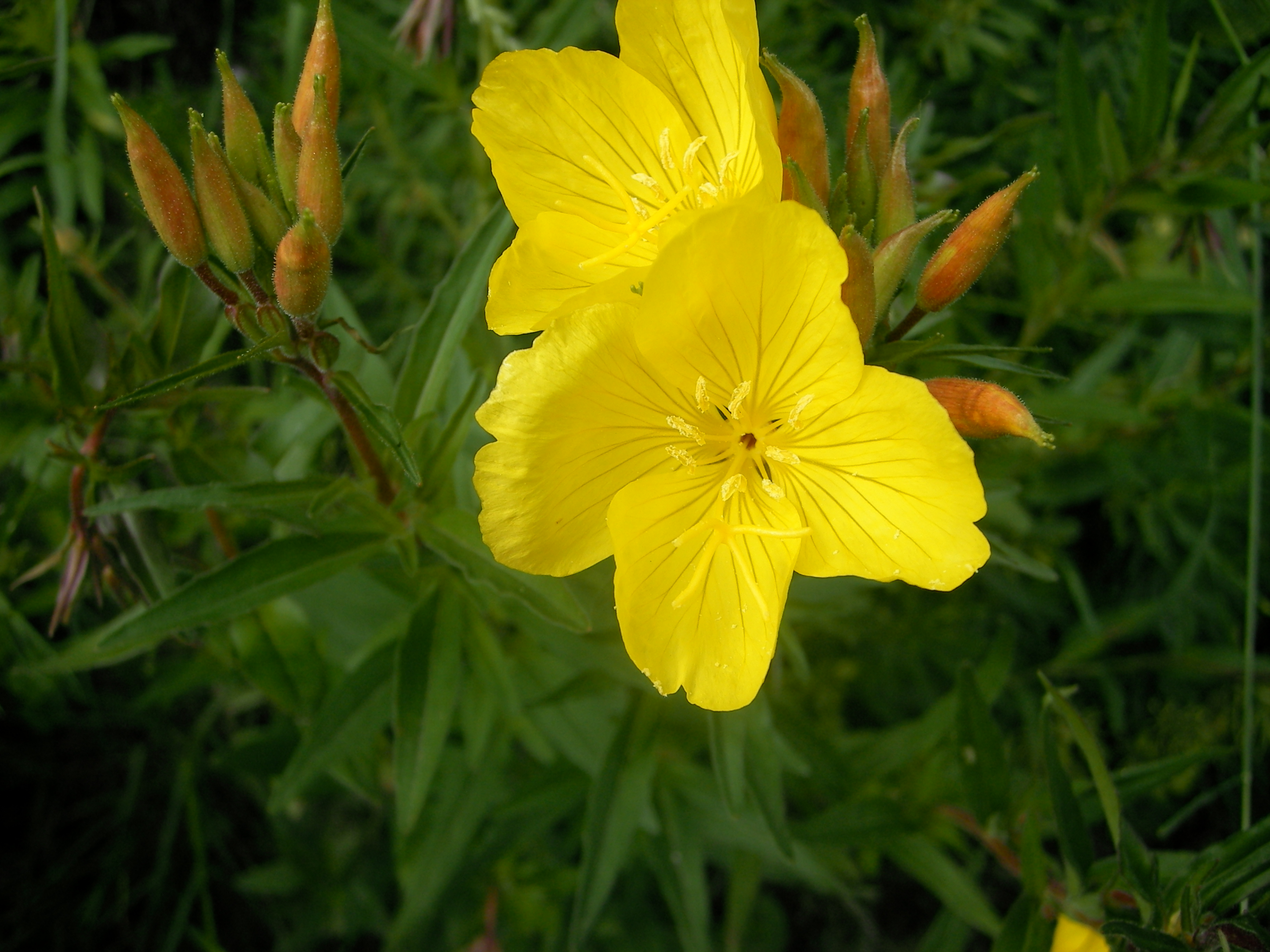
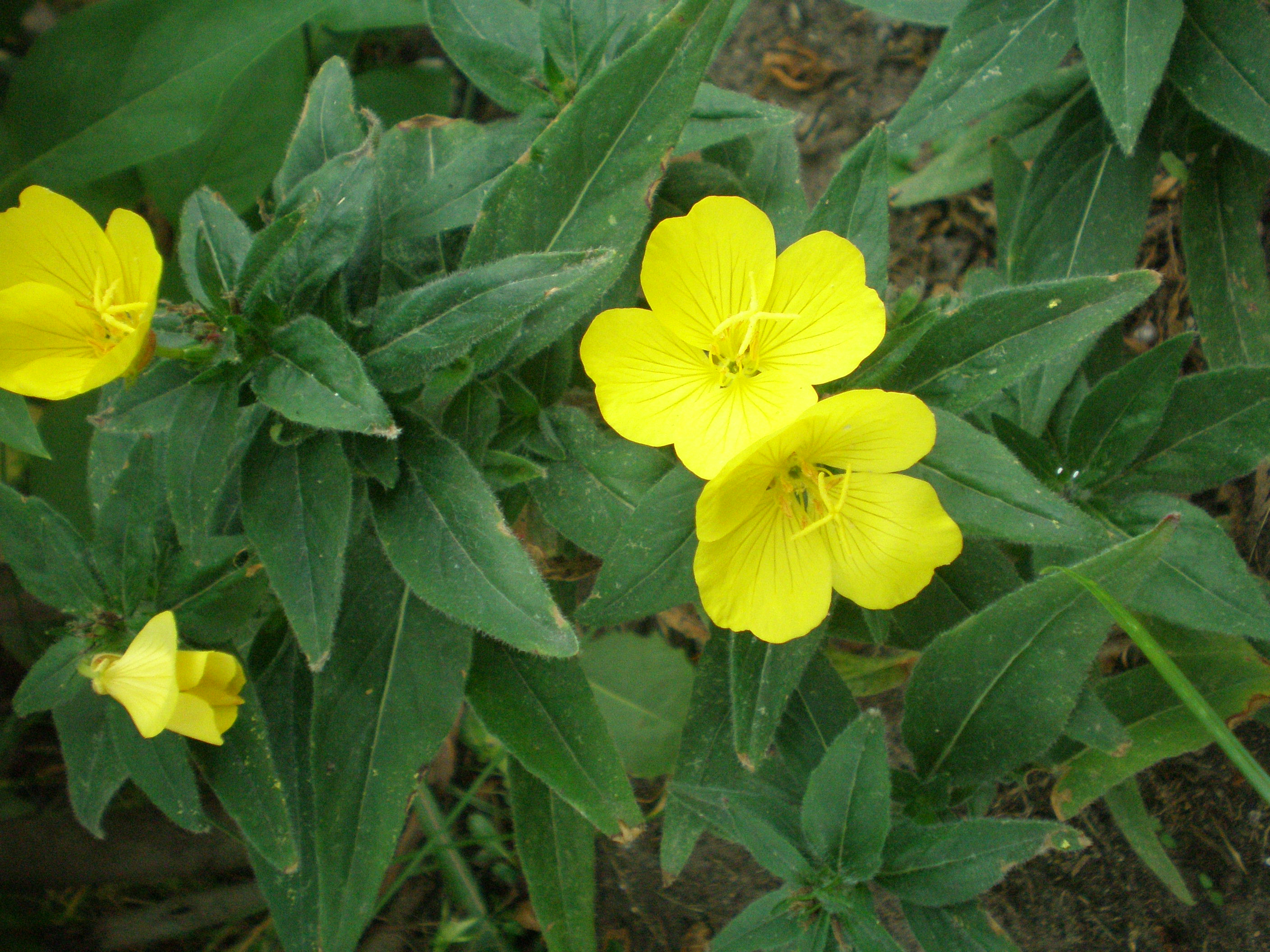
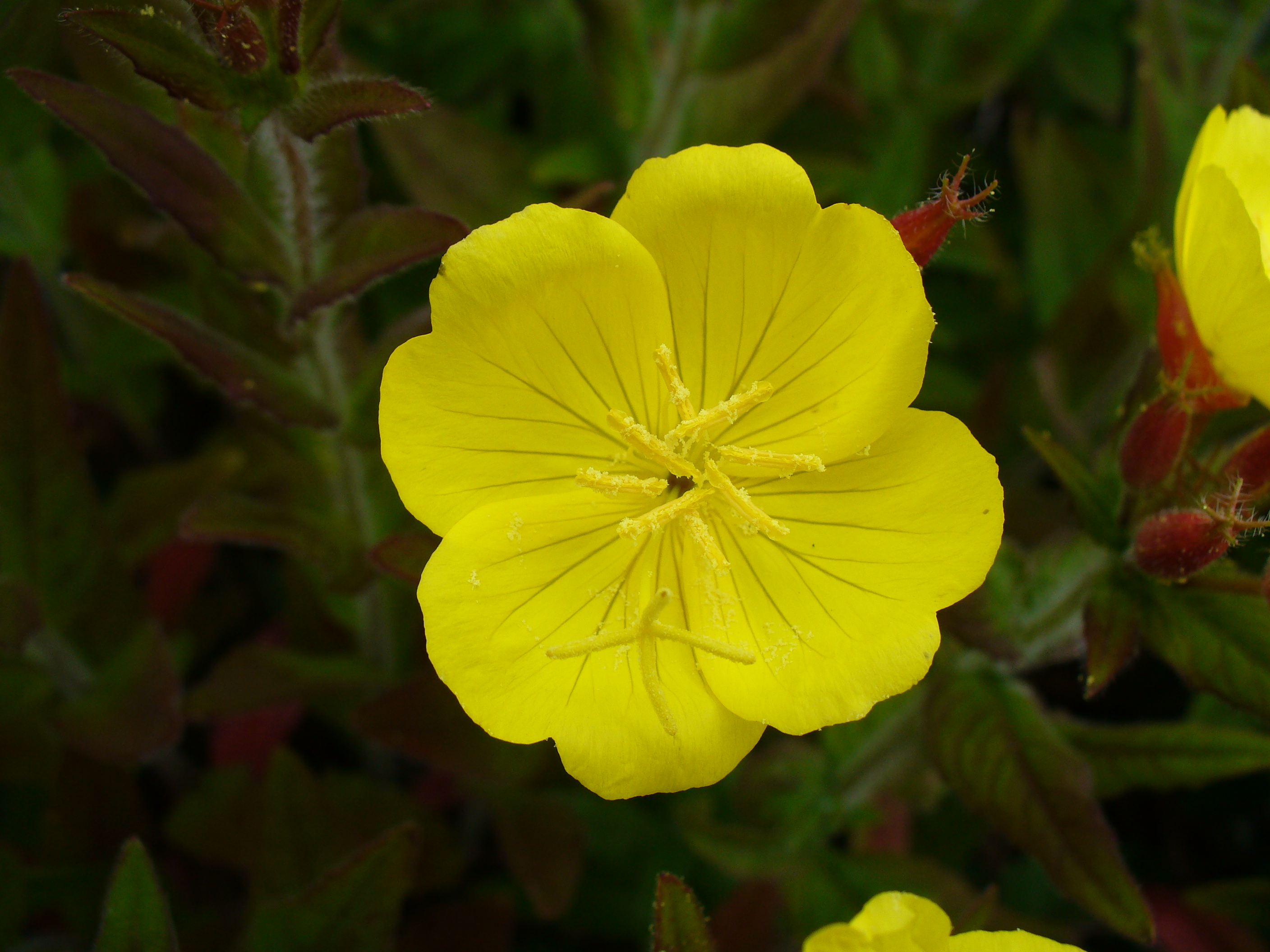
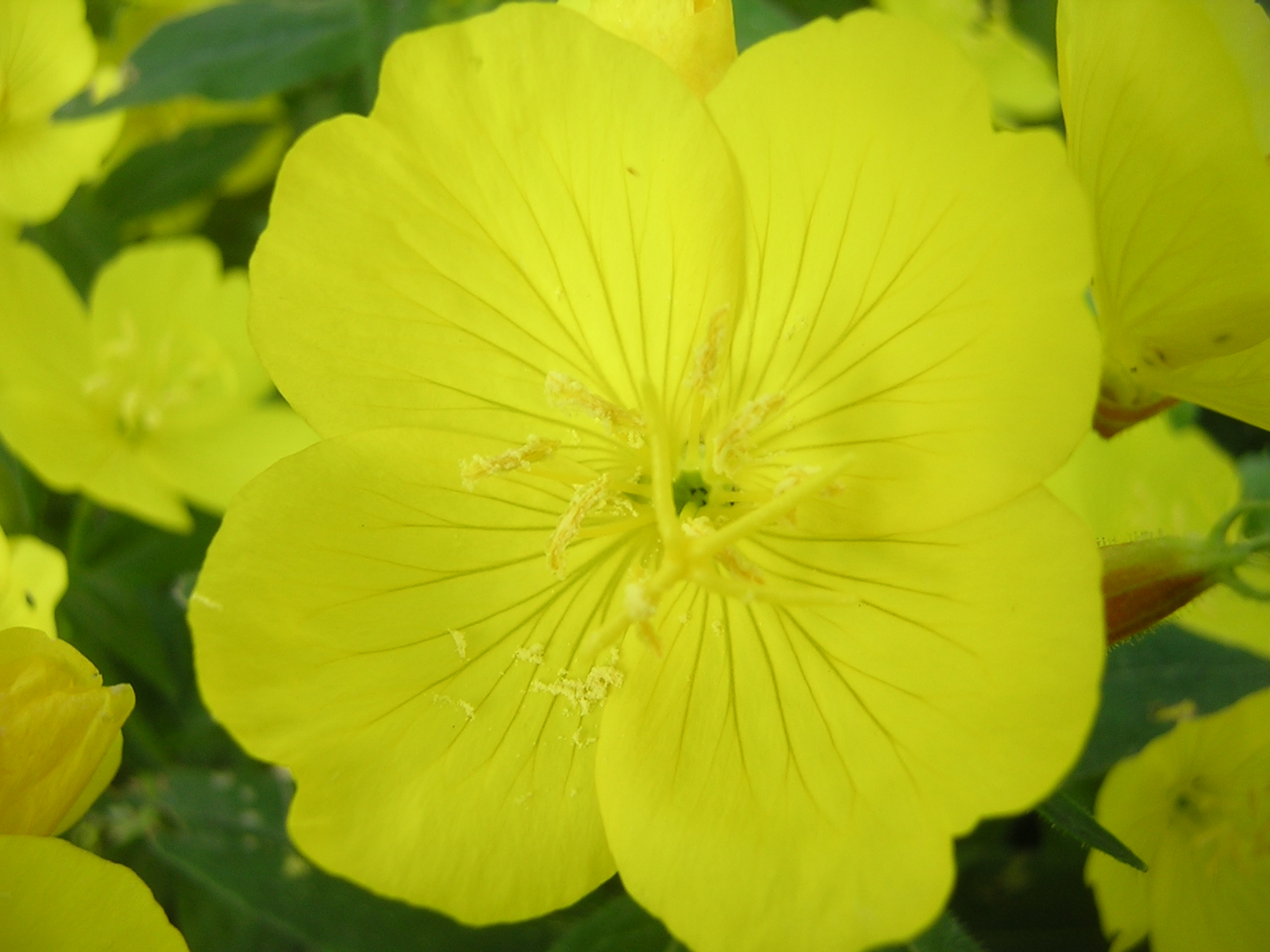